# Brubru
Brubru (Nilaus afer) är en fågel i familjen busktörnskator inom ordningen tättingar.

## Utseende och läte
Brubrun är en liten, mestadels svartvit busktörnskata. Den har ett ljust vingband och ryggen är schackrutig. De flesta populationer har en tydlig kastanjebrun strimma från skuldrorna ner till flankerna, men vissa saknar den. Honan är mindre tydligt tecknad än hanen. Lätet är märkligt likt en ringande telefon, ett strävt "preeeee" med tillhörande klickande och visslande ljud. 

## Utbredning och systematik
Brubrun har en vid utbredning i Afrika söder om Sahara. Den placeras som enda art i släktet Nilaus. Den delas in i nio underarter med följande utbredning:
- Nilaus afer afer – Senegal till Sudan, i Eritrea och Etiopien
- Nilaus afer camerunensis – södra Kamerun och Centralafrikanska republiken till östra Kongo-Kinshasa
- Nilaus afer minor – sydöstra Sydsudan, sydöstra Etiopien, centrala och södra Somalia, norra och östra Kenya samt nordöstra Tanzania
- Nilaus afer massaicus – sydvästra Kenya till norra Tanzania, i Rwanda och i östra Kongo-Kinshasa
- Nilaus afer nigritemporalis – östra Angola, sydöstra Kongo-Kinshasa, Tanzania, Zambia, Malawi och i norra Moçambique
- Nilaus afer brubru – södra Angola till norra Kapprovinsen
- Nilaus afer solivagus – KwaZulu-Natal, Swaziland, Zimbabwe och i sydligaste Moçambique
- Nilaus afer affinis – centrala högländer i västra Angola och i angränsande södra Kongo-Kinshasa
- Nilaus afer miombensis – Zululands kust och i Moçambique

Vissa urskiljer även underarten hilgerti med utbredning i östra Etiopien.

## Levnadssätt
Brubrun hittas i torra omrdåden med savann och skogslandskap. Där ses den i par, ofta i artblandade flockar, vigt klättrande efter ryggradslösa djur.

## Status och hot
Arten har ett stort utbredningsområde, men tros minska i antal, dock inte tillräckligt kraftigt för att den ska betraktas som hotad. Internationella naturvårdsunionen IUCN listar arten som livskraftig (LC).